# Sputnik 10
Lo Sputnik 10 (chiamato anche Korabl Sputnik 5) fu una missione spaziale sovietica nell'ambito del programma Vostok. Venne lanciato dal cosmodromo di Baikonur il 25 marzo 1961. Portava a bordo un cane di nome Zvezdochka e un manichino. Come era già avvenuto per lo Sputnik 9, la capsula rientrò a terra; il manichino venne lanciato mediante il seggiolino eiettabile, mentre il cane rientrò a bordo della navicella. Fu l'ultimo test della navicella Vostok prima del volo di Gagarin.